# درو روبنسون
درو روبنسون (بالإنجليزية: Drew Robinson)‏ هو لاعب محترف لكرة القاعدة ‏ أمريكي، ولد في 20 أبريل 1992 في لاس فيغاس في الولايات المتحدة.

## وصلات خارجية
- درو روبنسون على موقع دوري كرة القاعدة الرئيسي (الإنجليزية)
- درو روبنسون على موقعبيزبول رفرنس.كوم (الدوري الرئيسي) (الإنجليزية)
- درو روبنسون على موقعبيزبول رفرنس.كوم (الدوري الثانوي) (الإنجليزية)
- درو روبنسون على موقع إي إس بي إن.كوم (أم.أل.بي) (الإنجليزية)
- درو روبنسون على موقع مشجعي الرسوم البيانية (الإنجليزية)